# Baden (Pennsylvania)
Baden ist ein Borough im Beaver County. Das U.S. Census Bureau hat bei der Volkszählung 2020 eine Einwohnerzahl von 3.904 ermittelt.

## Geografie
Baden liegt am Nordufer des Ohio-Flusses, der an dieser Stelle aber eher in Süd-Nord-Richtung verläuft. Nachbargemeinden von Baden sind Economy im Norden und Westen und das Harmony Township im Süden. Auf der gegenüberliegenden Flussseite liegen Aliquippa und das Hopewell Township.
Gemäß dem United States Census Bureau beträgt die Größe des Ortes 6,4 km², davon entfallen 5,9 km² auf Land und 0,5 km² auf Gewässer. Der Anteil an Gewässern beträgt 8,03 %.

## Geschichte
Baden liegt in der Nähe des historischen Dorfs Logstown, das nach dem Siebenjährigen Krieg allerdings verlassen wurde. Weiße Kolonisten begannen im frühen 19. Jahrhundert, den Ort zu besiedeln. 1838/39 wurde das Dorf Baden gegründet, der Name bezieht sich auf den Kurort Baden-Baden. 1858 wurde das Dorf zum eigenen Borough. Baden profitierte auch von der Nähe zum Güterbahnhof Conway Yard.
| Jahr | Bevölkerung |
| ---- | ----------- |
| 1880 | 0400        |
| 1890 | 0390        |
| 1900 | 0427        |
| 1910 | 0601        |
| 1920 | 0805        |
| 1930 | 1924        |
| 1940 | 2135        |
| 1950 | 3732        |
| 1960 | 6109        |
| 1970 | 5536        |
| 1980 | 5318        |
| 1990 | 5074        |
| 2000 | 4337        |
| 2010 | 4135        |
| 2020 | 3904        |